# Stina Glavind
Stina Glavind Dalgaard Pedersen (født 6. december 1974) er en dansk erhvervsleder, der siden 2022 har været administrerende direktør i FDM og som tillige har udmærket sig som bjergbestiger.
Stina Glavind er opvokset på Bornholm og er siden uddannet på Copenhagen Business School, hvorfra hun blev cand.merc. i 2001.
Gennem lidt over 10 år var Stina Glavind salgsudviklingschef i Carlsberg, men i 2011 kom hun til Coop, hvor hun blev kategorigruppechef med ansvar for indkøb af mejeri og brød. I januar 2015 blev hun udnævnt til kommerciel direktør i Kvickly, for pr. 1. januar 2016 at overtage posten som kædedirektør (administrerende direktør) for Fakta A/S. I sin tid som kædedirektør for Fakta, stod hun bl.a. bag beslutningen om at lukke 47 af kædens mest underskudsgivende butikker.
I 2018 blev Stina Glavind udnævnt som ny koncerndirektør i Coop Danmark og udgør dermed sammen med de fire øvrige koncerdirektører ledelsen af koncernen. I januar 2022 blev Stina Glavind udnævnt til ny adm. direktør i FDM.
Ved siden af karrieren i erhvervslivet har Stina Glavind dyrket bjergbestigning. Hun var fjerde dansker og første danske kvinde der gennemførte Bass- og Messnerlistens syv toppe (Seven Summits); Aconcagua, Puncak Jaya, Denali (Mount McKinley), Elbrus, Mount Everest, Kilimanjaro, Mount Kosciuszko og Mount Vinson. Bjergtinderne repræsenterer de syv højeste bjerge på jordens syv kontinenter, som hun fuldendte i 2011 efter at have brugt fem år og 8 dage derpå. Efter Lene Gammelgaard var hun den anden danske kvinde på Mount Everest i 2010.
Stina Glavind har endvidere taget helikoptercertifikat.
I foråret 2018, i en alder af 43 år, blev Stina Glavind mor til en datter.